# Gázló (Ilosva község)
Gázló (ukránul: Велика Розтока) falu Ukrajnában, Kárpátalján, a Huszti járásban.

## Fekvése
Huszttól északnyugatra, Nagyszőlőstől északkeletre, Cserhalom és Alsósárad közt fekvő település.

## Története
A trianoni békeszerződés előtt Bereg vármegye Felvidéki járásához tartozott. 1910-ben 508 lakosából 117 magyar, 97 német, 294 ruszin volt. Ebből 369 görögkatolikus, 138 izraelita volt.